# Liste der Gewässer in Sachsen-Anhalt

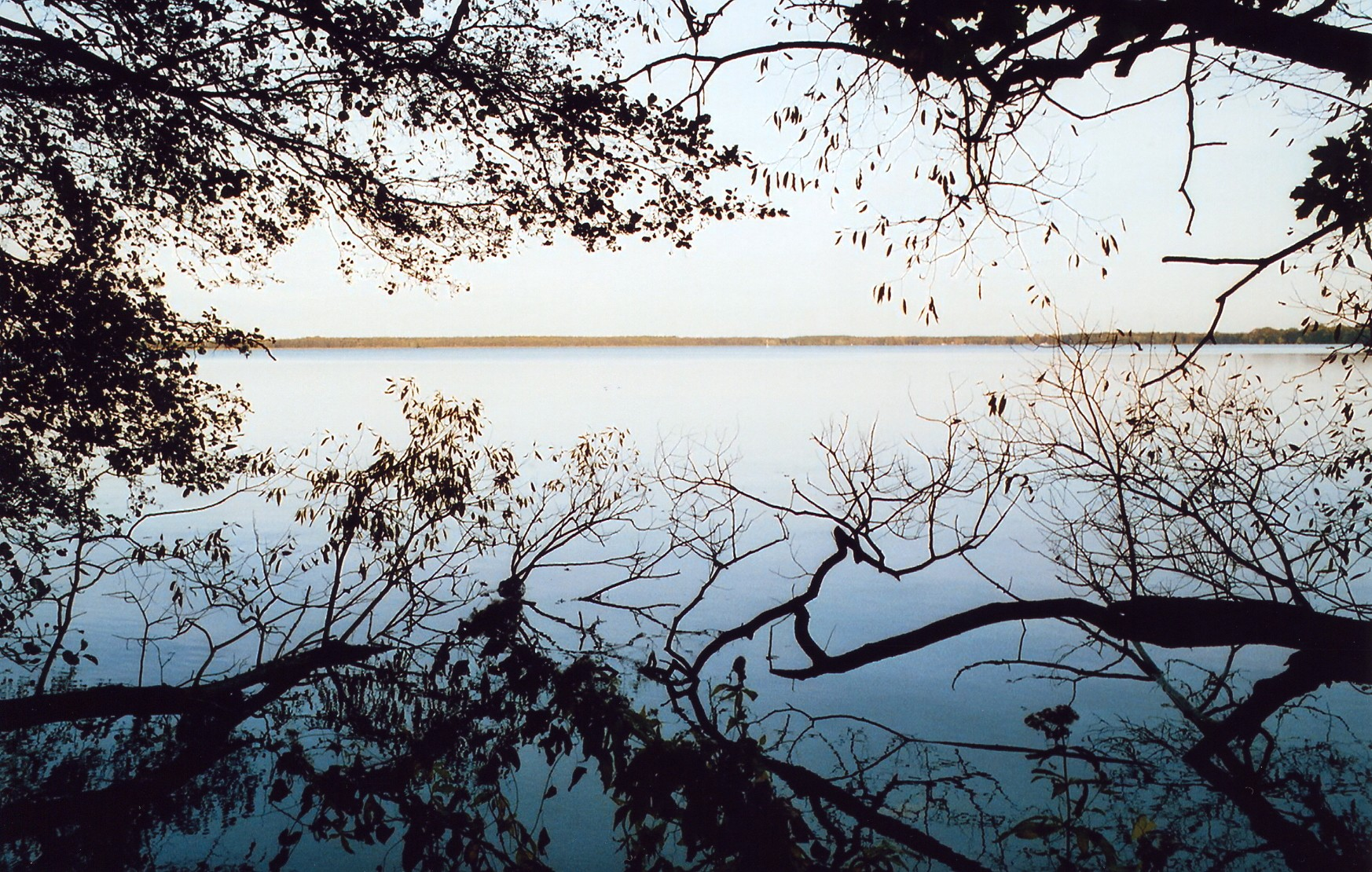
Der Arendsee

## Fließgewässer
Gewässer; Länge in km; in Sachsen-Anhalt durchflossene Orte; (Einmündung von ...); Bemerkung

### Elbe

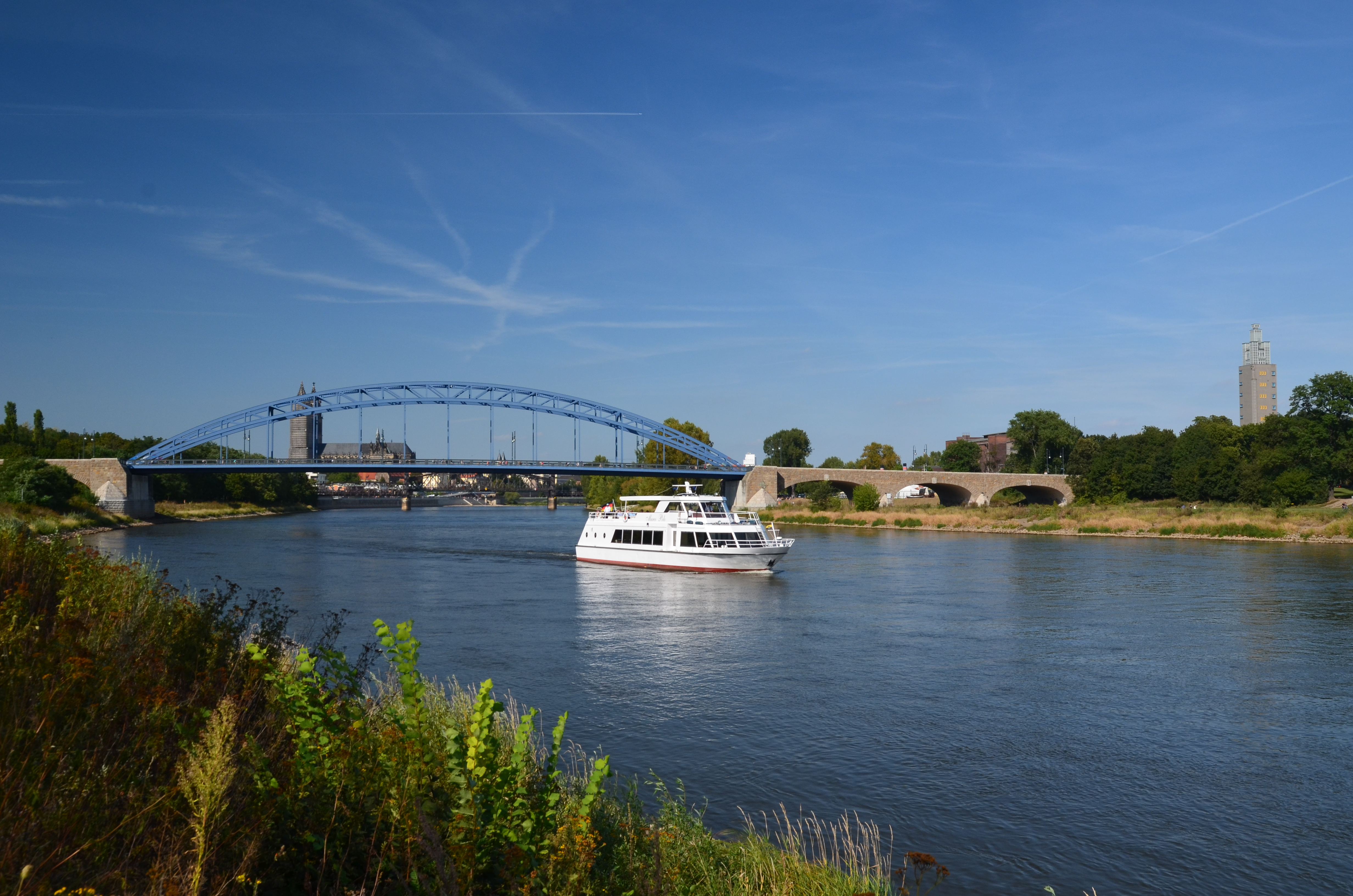
Elbe in Magdeburg

1.091 km lang; entspringt im Riesengebirge in Tschechien in einer Höhe von ca. 1.386 m, durchfließt bzw. tangiert Tschechien, Sachsen, Sachsen-Anhalt, Brandenburg, Niedersachsen, Mecklenburg-Vorpommern, Hamburg, Schleswig-Holstein
Elbnebenflüsse und -gewässer mit Mündung in Sachsen-Anhalt
- Aland
  - Biese
  - Milde
  - Uchte
  - Augraben
- Havel
  - Königsgraben
- Tanger
- Ihle
- Ehle
  - Roter Graben
  - Münchenbach
  - Bache

- Ohre
  - Schrote
    - Siegrenne
    - Sieggraben
    - Kreuzgrund
    - Faule Renne
    - Große Sülze
- Klinke
  - Eulegraben
    - Großer Wiesengraben
      - Kleiner Wiesengraben

  - Künette
- Sülze
- Nuthe (Elbe)
- Saale
  - Bode
    - Selke
    - Holtemme
    - Kalte Bode
    - Warme Bode
    - Hassel
      - Brummeckebach
        - Sellegraben

      - Murmelbach
      - Hagenbach
      - Sautal (links)

  - Fuhne
    - Strengbach
    - Riede

  - Wipper (Harz)
    - Mühlgraben
    - Eine
      - Wiebeck
      - Leine
      - Schwennecke
      - Mukarehne
      - Langetalbach

    - Rote Welle

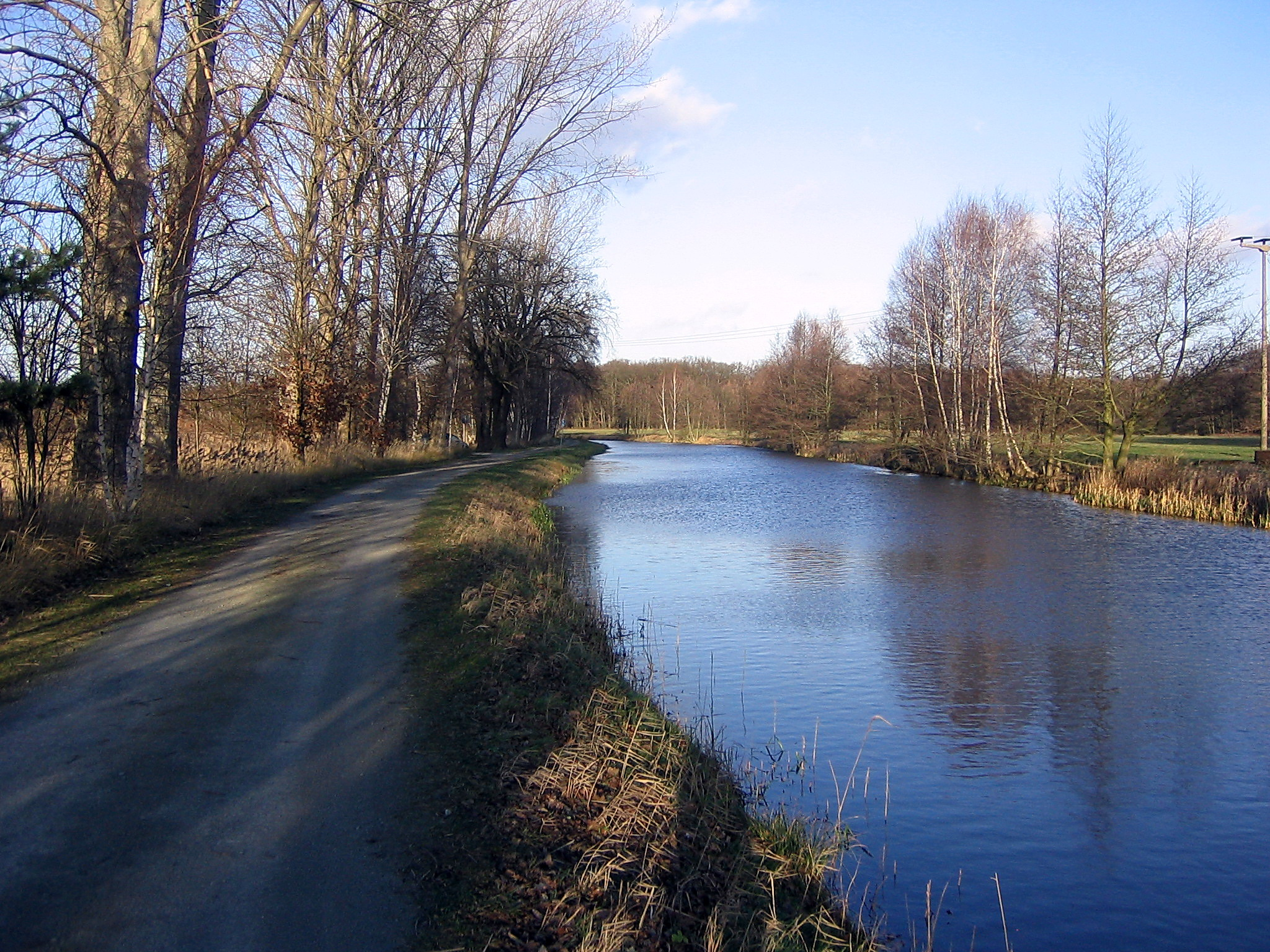
Die Ohre bei Calvörde

    - Walbke, auch bekannt als Ölgrundbach
    - Hadeborn
    - Alte Wipper, auch bekannt als Regenbeck
    - Stockbach
    - Fuchsbach
    - Talbach
    - Hagenbach
    - Ochsenpfuhlbach
    - Dorfbach
    - Sengelbach
    - Brumbach
    - Hasselbach
    - Schmale Wipper
    - Horla
    - Wolfsberger Wipper
    - Schmale Else

  - Schlenze
    - Fleischbach
    - Lobach
    - Rüsterbach
      - Grift

  - Salza
    - Laweke
    - Würde
    - Weida/Querne
    - Böse Sieben
      - Glume
        - Wilder Graben

      - Wolferoder Bach
      - Saugrund
      - Pfaffengrund
      - Goldgrund
      - Kliebigsbach
      - Dippelsbach
      - Vietsbach/Goldbach

  - Götsche
  - Weiße Elster
  - Gerwische
  - Reide
  - Geisel
  - Unstrut
    - Helme
      - Rohne
        - Westerbach

      - Gonna
        - Ungeheurer Graben
        - Botzemannsgraben
        - Heimbach
        - Riestedter Bach

      - Thyra
- Mulde
  - Pelze
- Schwarze Elster

Elbnebenflüsse und -gewässer mit Mündung außerhalb Sachsen-Anhalt
- Jeetze
- Dumme
- Parnitz

Der auf der Karower Platte entspringende Steinbach fließt der Havel über die künstlichen Wasserwege Karower Landgraben, Fiener Hauptvorfluter und Elbe-Havel-Kanal zu.

### Sonstige Flüsse
- Ilse

(über Oker, Aller zur Weser)

## Kanäle (unfertig)
- Elster-Saale-Kanal: geplante, größtenteils ausgeführte jedoch nie fertiggestellte Wasserstraßenverbindung zwischen der Saale (südlich Halle (Saale)) und Leipzig.
- Kanalabschnitte in Halle (Saale): geplante und teilweise ausgeführte, jedoch nie fertiggestellte Kanalabschnitte nahe der Saale als Teil des geplanten Südflügels des Mittellandkanals.
- Mittelkanal, ein nicht vollendetes Wasserstraßenprojekt im Stadtgebiet der Dom- und Hochschulstadt Merseburg.

## Standgewässer
Gewässer; Gewässersystem; Fläche in ha; Lage zum nächsten bedeutenden Ort; Bemerkung
Die Standgewässer wurden vorläufig nach Typ sortiert. Die Grenzen sind allerdings manchmal fließend.

### Talsperren und Vorsperren
1. Talsperre Kelbra; Helme, Unstrut, Saale, Elbe; 600 ha; bei Kelbra; Badesee
2. Rappbode-Talsperre; Bode, Saale, Elbe; 395 ha; bei Hasselfelde
3. Talsperre Wendefurth; Bode, Hassel, Saale, Elbe; 78,0 ha; bei Wendefurth
4. Talsperre Wippra; Wipper, Saale, Elbe; 38,5 ha; bei Wippra
5. Talsperre Königshütte; Bode, Saale, Elbe; 32,0 ha; Königshütte bei Wernigerode
6. Hasselvorsperre; Hassel, Bode, Saale, Elbe; 25,0 ha; bei Hasselfelde
7. Rappbodevorsperre; Bode, Saale, Elbe; 24,3 ha; bei Hasselfelde
8. Talsperre Zillierbach; Zillierbach, Bode, Saale, Elbe; 23,0 ha; bei Wernigerode
9. Frankenteich; Rödelbachgraben, Selke, Bode, Saale, Elbe; 11,0 ha; bei Straßberg im Harz
10. Talsperre Kiliansteich; Büschengraben, Rödelbachgraben, Selke, Bode, Saale, Elbe; 17,3 ha; bei Straßberg im Harz
11. oberer Kiliansteich; Büschengraben, Rödelbachgraben, Selke, Bode, Saale, Elbe; 17,3 ha; bei Straßberg im Harz
12. Teufelsteich; Teufelsgrundbach, Selke, Bode, Saale, Elbe; 19,9 ha; bei Harzgerode
13. Birnbaumteich; Birnbaumbach; 4,5 ha; bei Neudorf (Harz)
14. Gondelteich; Uhlenbach; 4,2 ha; bei Friedrichsbrunn
15. Großer Siebersteinteich; Siebersteinbach; 4,2 ha; bei Ballenstedt
16. Bremer Teich; Bach vom Bremer Teich; 3,7 ha; bei Gernrode
17. Kunstteich Neudorf; unbenannt, Zufluss zur schmalen Wipper, schmale Wipper, Wipper, Saale, Elbe, 4,2 ha; bei Neudorf
18. Kunstteich Ballenstedt; Garnwinde, Sauerbach; 3 ha; bei Ballenstedt
19. Fürstenteich; Teufelsbach; 2,5 ha; bei Silberhütte
20. Neuer Teich; Hagentalsbach; 2,4 ha; bei Gernrode
21. Kleiner Siebersteinteich; Siebersteinbach; 1,8 ha; bei Ballenstedt
22. Bergrat-Müller-Teich; Friedenstalbach; 1,3 ha; bei Friedrichsbrunn
23. Erichsburger Teich; Friedenstalbach; 1,1 ha; bei Harzgerode

### Tagebaurestseen
1. Geiseltalsee; Saale, Elbe; 1842 bis 1900 ha; südwestlich von Merseburg; früherer Braunkohlentagebau bis 2011 geflutet,[1] Zusammenschluss der Teilseen: August 2008
2. Großer Goitzschesee; nahe der Mulde, Elbe; 1332 ha; südöstlich von Bitterfeld
3. Muldestausee; Mulde, Elbe; 605 ha; östlich von Bitterfeld
4. Concordiasee; in Flutung bis 2015, 600 ha; zwischen Nachterstedt und Schadeleben; Böschungsabbruch von 2 Millionen Kubikmetern am 19. Juli 2009, 3 Tote
5. Raßnitzer See; Weiße Elster, Saale, Elbe; 310 ha; östlich von Merseburg; früherer Braunkohlentagebau bis 2000 geflutet
6. Wallendorfer See; Weiße Elster, Saale, Elbe; 338 ha; östlich von Merseburg; früherer Braunkohlentagebau bis 2000 geflutet
7. Gremminer See; Elbe; 543 ha; westlich von Gräfenhainichen; früherer Braunkohlentagebau (noch in Flutung) Golpa-Nord, Museum und Veranstaltungsort Ferropolis
8. Gröberner See; Elbe; 366 ha; östlich von Gräfenhainichen; früherer Braunkohlentagebau (noch in Flutung) Gröbern
9. Barleber See; Elbe; 105 ha; bei Magdeburg und Barleben; Badesee
10. Paupitzscher See; Mulde, Elbe; 100 ha; zwischen Bitterfeld und Delitzsch; größter Teil in Sachsen
11. Hufeisensee; ca. 70 ha; ehemaliger Braunkohlentagebau und Kiesgrube im Stadtgebiet von Halle (Saale)
12. Neustädter See; Elbe; 60 ha; bei Magdeburg
13. Posthornteiche; 2 Teiche; 20 ha und 5 ha; früherer Braunkohlentiefbau, bei Halle (Saale)
14. Heidesee; 12,5 ha; früherer Braunkohlentagebau, bei Halle (Saale)
15. Rattmannsdorfer See; 76 ha; ehemalige Kiesgrube, bei Halle (Saale)
16. Hohenweidener See; 13 ha; ehemalige Kiesgrube, bei Halle (Saale)
17. Osendorfer See; 22 ha; früherer Braunkohlentagebau in Halle (Saale)
18. Angersdorfer Teiche; 2 Teiche 6 ha und 3 ha; frühere Tongruben, bei Halle (Saale)
19. Runstedter See; 23 ha früherer Braunkohletagebau bei Braunsbedra
20. Bergwitzsee; Elbe; 180 ha; südlich von Wittenberg bei Bergwitz; früherer Braunkohlentagebau, Badesee
21. Kiesgrube Adria; Mulde, Elbe; 12 ha; bei Dessau; ehemalige Kiesgrube vom Autobahnbau, Badesee
22. Kiessee Gerwisch
23. Salbker See 1 und 2 in Magdeburg Südost (Kiesrestlöcher jeweils mehrere Hektar groß)
24. Mondsee; ca. 38 ha; bei Hohenmölsen; 1989 bis 1991 geflutet

### Wasserwirtschaftliche Speicher
1. Speicher Wettelrode; Erlbach; 4 ha; westlich von Wettelrode
2. Speicher Schmon; Schmoner Bach; 2,2 ha; westlich von Schmon

### Rückhaltebecken

#### Teilweise eingestaute Rückhaltebecken
1. Hochwasserschutzbecken Kalte Bode; Bode, Saale, Elbe; 58,9 ha; bei Königshütte im Harz

#### Normalerweise nicht eingestaute Rückhaltebecken
1. Rückhaltebecken Stöbnitz; Saale, Elbe; 21,5 ha; nordöstlich von Öchlitz im Landkreis Merseburg-Querfurt
2. Rückhaltebecken Schrote; Elbe; 10,0 ha; westlich von Magdeburg
3. Rückhaltebecken Gleinaer Grund; Geisel; 6,3 ha; südwestlich von Mücheln
4. Hochwasserrückhaltebecken Querfurt; Querne; ?? ha; westlich von Querfurt

### Natürliche Seen und Moore

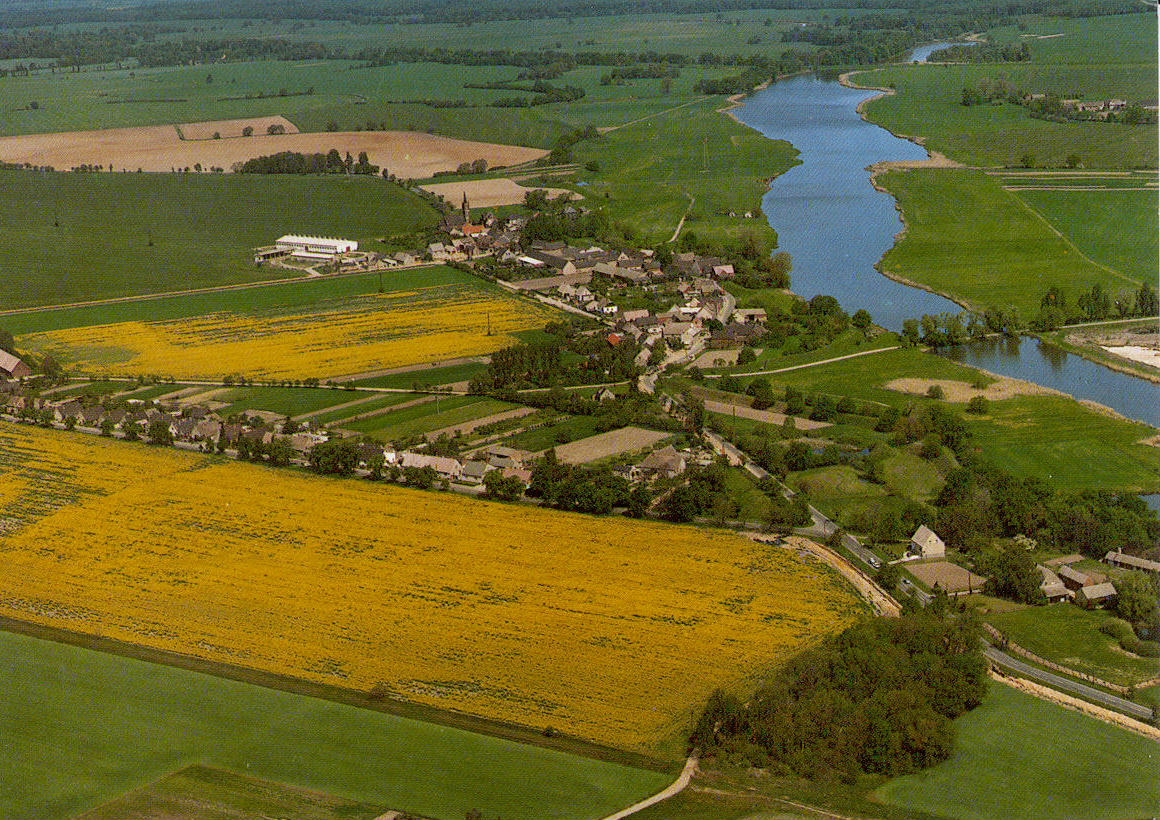
Luftbild Schönitzer See

1. Arendsee; Elbe; 514 ha; bei Arendsee (Altmark); Badesee
2. Süßer See; Böse Sieben, Salza, Saale, Elbe; 247 ha; Seeburg
3. Schönitzer See; Elbe; 145 ha; bei Riesigk; Altarm der Elbe
4. Bindersee; Böse Sieben, Salza, Saale, Elbe; 25 ha; östlich von Seeburg
5. Kernersee; Böse Sieben, Salza, Saale, Elbe; 17 ha; östlich von Seeburg
6. Schönfeld-Kamerner See; Elbe; ?? ha; bei Schönfeld und Kamern im Landkreis Stendal
7. Niegripper See; Elbe; ?? ha; bei Niegripp im Landkreis Jerichower Land
8. Salziger See; Salza; Weida; trockengelegt, bei Röblingen am See
9. Crassensee; Elbe; 10 ha; bei Seegrehna; Altarm der Elbe
10. Rehsener See; Elbe; 5,17 ha; bei Rehsen; Altarm der Elbe
11. Friedrichsbad; 5 ha; Zwintschöna bei Halle (Saale); Badesee

### Teiche und Sonstige
1. Gotthardteich; Geisel; 6,8 ha; bei Merseburg
2. Grenzteich; schmale Wipper, Wipper, Saale, Elbe; 70 a; bei Neudorf
3. Lausiger Teiche; Elbe; ?? ha; bei Bad Schmiedeberg
4. Maliniusteich; Rödelbachgraben, Selke, Bode, Saale, Elbe; bei Straßberg im Harz
5. Mensingteich; Hagenbach; 1,1 ha; bei Gernrode
6. Möllerteich, Graben vom Möllerteich, Büschengraben, Rödelbachgraben, Selke, Bode, Saale, Elbe; zwischen Straßberg und Breitenstein im Harz
7. Mühlenteich; Selke; 7,1 ha; bei Güntersberge
8. Neudorfer Gemeindeteich; unbenannt, Zufluss zur schmalen Wipper, schmale Wipper, Wipper, Saale, Elbe; 50 a; in Neudorf
9. Neudorfer kleiner Teich 1; unbenannt, Zufluss zur schmalen Wipper, schmale Wipper, Wipper, Saale, Elbe; 3 a; bei Neudorf
10. Neudorfer kleiner Teich 2; unbenannt, Zufluss zur schmalen Wipper, schmale Wipper, Wipper, Saale, Elbe; 22 a; bei Neudorf

## KanäleundGräben

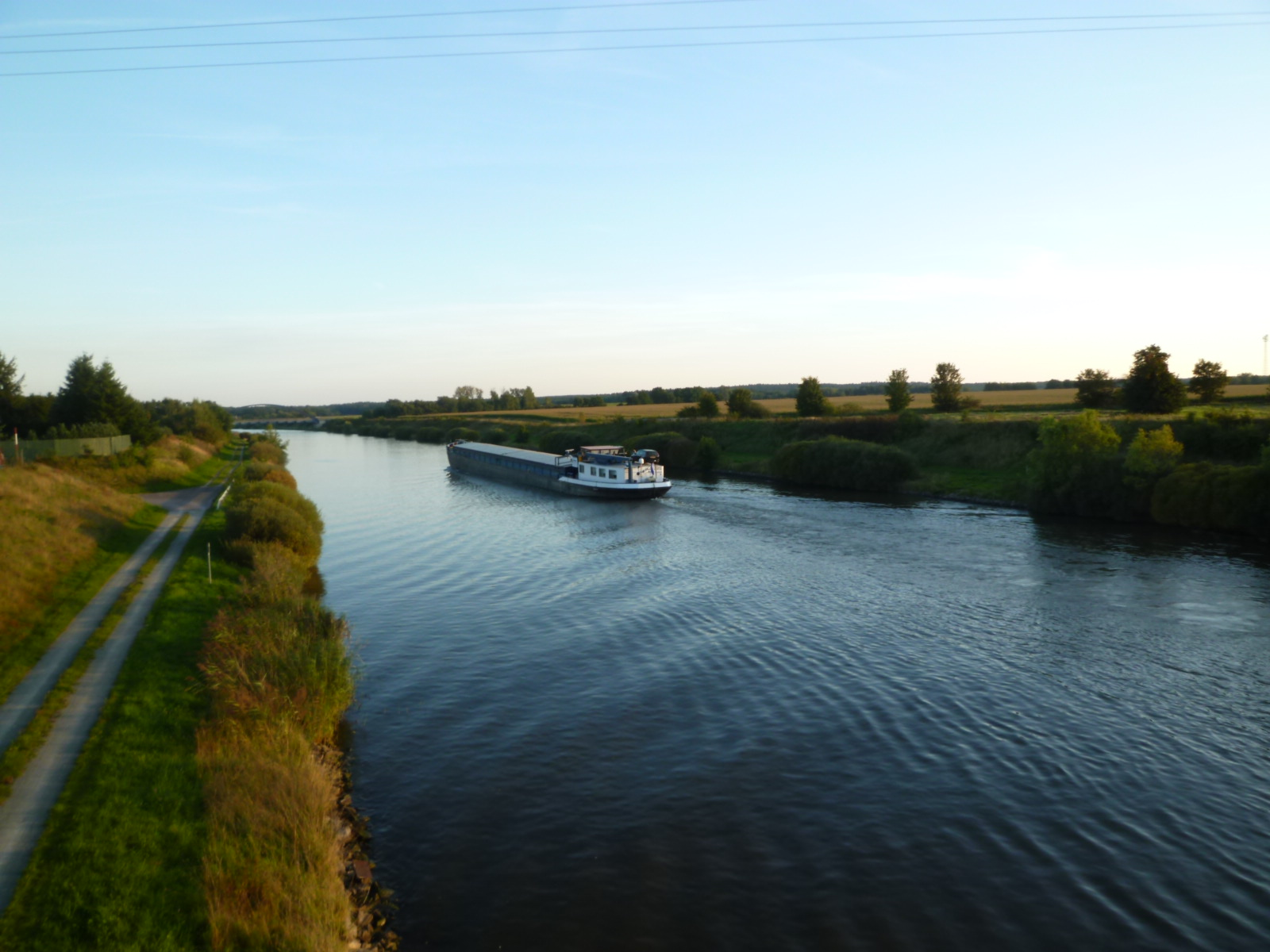
Der Mittellandkanal in Calvörde

1. Elbe-Havel-Kanal
2. Gnevsdorfer Vorfluter
3. Mittellandkanal
4. Niegripper Verbindungskanal
5. Pareyer Verbindungskanal
6. Rothenseer Verbindungskanal
7. Schindelbrücher Kunstgraben
8. Siebengründer Graben